# Sclerochloa dura
Sclerochloa dura is een grassoort uit het geslacht Sclerochloa, behorend tot de grassenfamilie (Poaceae). De soort komt voor in Centraal-, Zuidwest-, Zuidoost- en Oost-Europa, Noord-Afrika en grote delen van Azië zoals Rusland, de Kaukasus, West-Azië, China en India. Verder is de soort ook geïntroduceerd in delen van Noord-Amerika en Australië.